# Židovi Zavidovića
Židovi su nekadašnja etnička i vjerska skupina koja je djelovala u Zavidovićima, u Bosni i Hercegovini. Sjedište židovske općine se nalazilo u Zavidovićima.

## Povijest
Nastanak Zavidovića vezan je za drvno-šumsku industriju, odnosno za dvornicu Gregersen i sinovi, te Eissler & Ortlieb na razmeđu između 19. i 20. stoljeća. Prve sefardske židovske obitelji su se u Zavidoviće doselile iz Žepča, dok se Aškenazi u velikom broju doseljavaju iz drugih dijelova Austro-Ugarske. Vlasnici firma Eissler & Ortlieb Moriz Eissler, bečki Židov, s očeve strane podrijetlom iz Moravske, te Louis Ortlieb, podrijetlom iz Münchena, osnivači modernih Zavidovića, također su bili Židovi. Nakon smrti Moriza Eisslera, firmom je nastavio upravljati njegov sin Alfred, dok je uz Orlieba, u firmi, kao ravnatelj radio i njegov zet, suprug Orliebove kćerke Friedrich-Fritz Regenstreif, podrijetlom iz Černovica u Bukovini (Rumunjska). 
Židovi Zavidovića su bili raznih nacionalisti, jezika, staleža, obrazovanja i zanimanja. U Zavidovićima je po popisu iz 1910. godine živjelo 137 Židova. Godine 1930. osnovana je zajednička Židovska općina u Zavidovićima, za Aškenaze i Sefarde. Do tada, postojale su dvije odvojene židovske općine. Sinagoga je podignuta 1912. i imala je dva odvojena ulaza.
U ljeto 1941. godine iz Žepačkog sreza u logore je odvedeno 250 Židova, od čega njih 170 iz Zavidovića. Nakon Drugog svjetskog rata samo nekoliko obitelji je ostalo, uglavnom starijih, obitelji se nisu obnovile. Godine 1954. je srušena sinagoga u Zavidovićima. 

## Vanjske poveznice
- Zavidovići